# أرزاماس
أرزاماس (بالروسية: Арзамас) هي إحدى مدن روسيا في الكيان الفدرالي الروسي نيجني نوفغورود أوبلاست.

## أعلام
- سرجيوس بطريرك موسكو